# Panieńskie Skały
Die Panieńskie Skały in Krakau sind ein Naturschutzgebiet im Wolski-Wald im Stadtteil Wola Justowska.

## Geschichte
Das Naturschutzgebiet wurde 1953 auf mit Mischwald bewachsenen Kalkfelsen der südlichen Ausläufer des Krakau-Tschenstochauer Jura eingerichtet. Das Gebiet gehörte dem Norbertinerinnenkloster. Von diesem leitet sich auch der Name des Naturschutzgebiets ab, der sich als „Jungfrauenfelsen“ übersetzen lässt. Nach der Legende sollen sich die Nonnen des Klosters beim Mongolensturm 1241 hier vor den Tataren versteckt haben. Als die Tataren die Nonnen aufspürten, sollen diese entweder zu Felsen erstarrt oder von den Felsen begraben worden sein, sodass die Nonnen ihre Jungfräulichkeit behielten.

## Lage
Oberhalb des Naturschutzgebiets befinden sich der Piłsudski-Hügel und der Tiergarten. Unterhalb des Naturschutzgebiets befindet sich das Villenviertel Wola Justowska. Das Naturschutzgebiet ist über einen gelb markierten Wanderweg erreichbar.

## Nachweise
- twojamalopolska.pl